# César Espinoza
César Espinoza (28 de setembro de 1900 - 31 de outubro de 1956) foi um futebolista chileno que atuava como goleiro. Ele competiu na Copa do Mundo de 1930, sediada no Uruguai.
Espinoza jogava no Santiago Wanderers quando foi convocado para a Copa do Mundo de 1930.